# Prix du journalisme Martha Gellhorn
Le prix du journalisme Martha Gellhorn, du nom de la correspondante de guerre Martha Gellhorn, est une distinction créée en 1999 par un organisme de bienfaisance enregistré au Royaume-Uni. Le prix est fondé sur les principes suivants :
Le prix récompensera le type de reportage qui a distingué Martha : selon ses propres mots « la vue depuis le sol ». Il s'agit essentiellement d'une histoire humaine qui pénètre la version établie des événements et éclaire un problème urgent enterré par les modes dominantes de ce qui fait l'actualité. Nous nous attendrions à ce que le gagnant dise une vérité désagréable, validée par des faits puissants, qui expose la conduite de l'establishment et sa propagande, ou "radotage officiel", comme l'appelait Martha. Les sujets peuvent être basés dans ce pays ou à l'étranger.
Le prix est décerné chaque année aux journalistes écrivant en anglais dont le travail a été publié dans la presse écrite ou dans une publication Internet réputée.
Alexander Matthews est président du comité du prix Martha Gellhorn Trust en 2011. Selon son site Internet, le comité du prix comprend James Fox, Jeremy Harding, Cynthia Kee, Sandy Matthews, Shirlee Matthews et John Pilger.

## Récipiendaires
- 1999 : Nick Davies
- 2000 : Jeremy Harding (London Review of Books)
- 2001 : Geoffrey Lean
- 2002 : Robert Fisk[5]
- 2003 : Chris McGreal
- 2004 : Patrick Cockburn
- 2005 : Ghaith Abdul-Ahad ; Jonathan Steele (The Guardian) a reçu un prix spécial pour sa brillante carrière de journaliste[6].
- 2006 : Hala Jaber (The Sunday Times) et Michael Tierney (The Glasgow Herald)
- 2008 : Dahr Jamail (non intégré, Inter Press Service, IPS) et Mohammed Omer (non intégré, Inter Press Service, IPS)[7]
- 2009 : Ian Cobain (The Guardian) et Marie Colvin (Sunday Times) pour le "Martha Gellhorn Special Award for Journalism"[8]
- 2010 : Johann Hari[9],[10]
- 2011 : Julian Assange (WikiLeaks) pour le prix, et Umar Cheema, Charles Clover et Jonathan Cook pour le "Martha Gellhorn Special Award for Journalism"[11],[3]
- 2012 : Gareth Porter (Inter Press Service, IPS)[12]
- 2013 : Chris Woods, Alice Ross et Jack Serle (Bureau of Investigative Journalism)[13]
- 2014 : Iona Craig (indépendante : Al Jazeera America, The Times)
- 2015 : non attribué
- 2016 : non attribué
- 2017 : Robert Parry[14]